# Missbruk av dominerande ställning
Missbruk av dominerande ställning innebär att ett eller flera företag utnyttjar sin dominerande ställning på den inre marknaden på ett sätt som är oförenligt med konkurrensreglerna inom Europeiska unionen. Sådant missbruk är förbjudet enligt artikel 102 i fördraget om Europeiska unionens funktionssätt, i den mån det kan påverka handeln mellan unionens medlemsstater. Förbudet infördes genom Romfördraget, som trädde i kraft den 1 januari 1958, och utgör, tillsammans med förbudet mot konkurrensbegränsande samarbete, en central del av konkurrensreglerna för företag på den inre marknaden.
Ett företag har en dominerande ställning om det kan agera utan att ta någon eller endast begränsad hänsyn till sina konkurrenter, kunder och leverantörer. Ett företag vars marknadsandel uppgår till mer än 40 procent anses normalt ha en dominerande ställning. Det är inte i sig förbjudet att ha en dominerande ställning som företag, men denna ställning får inte missbrukas på ett sätt som strider mot unionens konkurrensregler, till exempel genom att missgynna konsumenterna.
Enligt fördraget om Europeiska unionens funktionssätt är bland annat följande att betrakta som missbruk av dominerande ställning:
- Att direkt eller indirekt påtvinga någon oskäliga inköps- eller försäljningspriser eller andra oskäliga affärsvillkor.
- Att begränsa produktion, marknader eller teknisk utveckling till nackdel för konsumenterna.
- Att tillämpa olika villkor för likvärdiga transaktioner med vissa handelspartner, varigenom dessa får en konkurrensnackdel.
- Att ställa som villkor för att ingå avtal att den andra parten åtar sig ytterligare förpliktelser som varken till sin natur eller enligt handelsbruk har något samband med föremålet för avtalet.

Europeiska unionens råd kan på förslag av Europeiska kommissionen och efter samråd med Europaparlamentet genom förordningar och direktiv fastställa ytterligare bestämmelser om tillämpningen av artikel 102 om missbruk av dominerande ställning.